# Abbott's Corner
Abbott's Corner est un hameau compris dans le territoire de la municipalité de Frelighsburg dans Brome-Missisquoi au Québec (Canada).

## Toponymie
Abbott's Corner est nommé d'après le docteur Jonas Abbott, un médecin anglican et franc-maçon né à Bennington (Vermont) en 1765, qui s'installe en 1797 dans les environs de l'actuel hameau. Abbott devient éventuellement major de la milice de la seigneurie de Saint-Armand et juge de paix siégeant à la cour qui se tient alors en alternance à Philipsburg et Abbott's Corner.
La particule « Corner » fait référence à la jonction routière autour de laquelle s'est constituée la bourgade. 

## Géographie
Abbott's Corner est situé à 4 km au sud-est du village de Frelighsburg et à 2,5 km au nord de la frontière canado-américaine, dans la vallée du ruisseau d'Abbott's Corner, entourée de collines plantées de vergers.

### Source en ligne
- Commission de toponymie du Québec